# Шаровница
Шаровница (также глобулярия; лат. Globularia; от globus — шар) — род травянистых растений семейства Подорожниковые (Plantaginaceae).

## Ботаническое описание
Многолетние травы, 5—30 см высотой. Каудекс обычно одревесневающий. Прикорневые листья черешковые, собраны в розетку; стеблевые листья сидячие, ланцетные.
Цветки обоеполые, зигоморфные, собраны в конечные, шаровидные головки, с прицветными кроющими чешуями. Чашечка остающаяся, глубоко пятираздельная, с ланцетными, почти равными по длине долями, как и кроющие чешуи, волосистыми. Венчик длиннее чашечки, трубчатый, двугубый, с двураздельной верхней губой и более длинной 3-раздельной нижней, доли линейные; тычинки и столбик сильно выставляющиеся из трубочки венчика. Тычинок 4 (редко 2), двусильные, прикреплены в верхней части трубки венчика. Завязь верхняя, одногнёздная; семяпочка одна, обратная; столбик один. Плод — один, орешковидный, односемянный, заключён в остающейся чашечке.

## Виды
Род включает 31 вид:
- Globularia alypum L.
- Globularia amygdalifolia Webb
- Globularia anatolica A.Duran, Ö.Çetin & M.Öztürk
- Globularia arabica Jaub. & Spach
- Globularia ascanii Bramwell & Kunkel
- Globularia bisnagarica L. — Шаровница точечная, или Шаровница крапчатая
- Globularia borjae (G.López) López Udias, Fabregat & G.Mateo
- Globularia cordifolia L.
- Globularia davisiana O.Schwarz
- Globularia dumulosa O.Schwarz
- Globularia fuxeensis Giraudias
- Globularia hedgei H.Duman
- Globularia incanescens Viv.
- Globularia ×indubia (Svent.) G.Kunkel
- Globularia linifolia Lam.
- Globularia liouvillei Jahand. & Maire
- Globularia ×losae L.Villar, Sesé & Ferrández
- Globularia majoricensis Gand.
- Globularia meridionalis (Podp.) O.Schwarz
- Globularia ×montiberica G.López
- Globularia nainii Batt.
- Globularia nudicaulis L.
- Globularia orientalis L.
- Globularia repens Lam.
- Globularia salicina Lam.
- Globularia sarcophylla Svent.
- Globularia sintenisii Hausskn. & Wettst.
- Globularia spinosa L.
- Globularia stygia Orph.
- Globularia trichosantha Fisch. & C.A.Mey. — Шаровница волосоцветковая
- Globularia vulgaris L.